# Prestosuchidae
A Prestosuchidae a triász időszakban élt húsevő archosaurusok egyik csoportja. Nagy méretű, körülbelül 2,5–7 méter hosszú, aktív szárazföldi csúcsragadozók voltak. Az Erythrosuchidae családot követték, melybe a kor legnagyobb archosaurusai tartoztak. Bár a méretük, valamint a koponyájuk és a csontvázuk egyes jellemzői hasonlítottak, felegyenesedett testhelyzetük és krokodilszerű bokájuk jóval fejlettebb volt, hatékonyabb mozgást tehetett lehetővé. A prestosuchidák virágzása a középső triászt követően a késő triász elején is folytatódott, fosszíliáik Európából, Indiából, Afrikából (Tanganyikából) és Argentínából kerültek elő. A szakértők egyetértenek a csoport filogenetikus kapcsolatait és a bele tartozó nemeket illetően, valamint abban, hogy a Prestosuchidae egy külön családot képez a Rauisuchidae-n kívül.

## Osztályozás

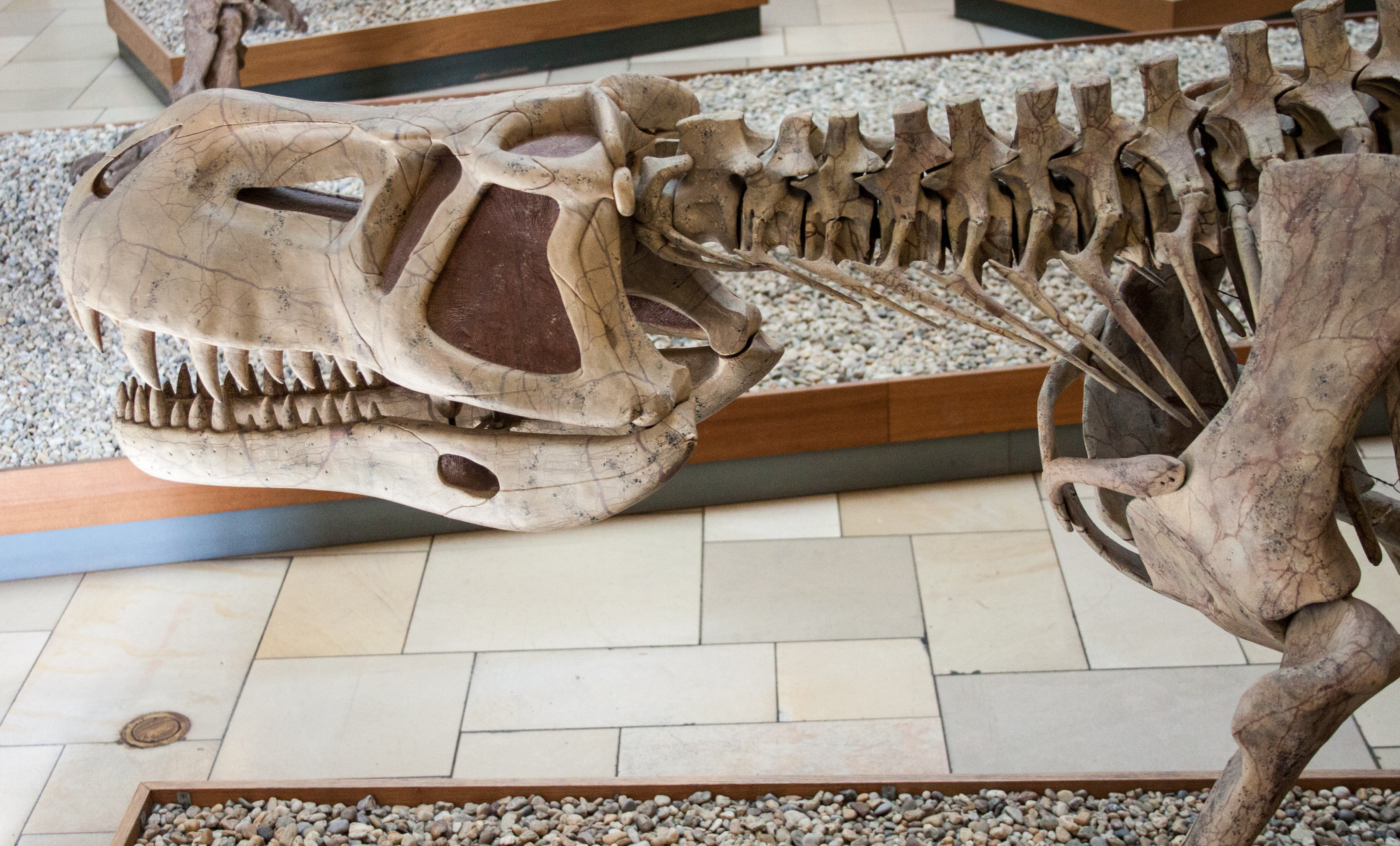
Prestosuchus chiniquensis koponyája

Alan Charig 1957-ben indítványozta az új család, a Prestosuchidae létrehozását az olyan nemek számára, mint a Mandasuchus, a Prestosuchus és a Spondylosoma.

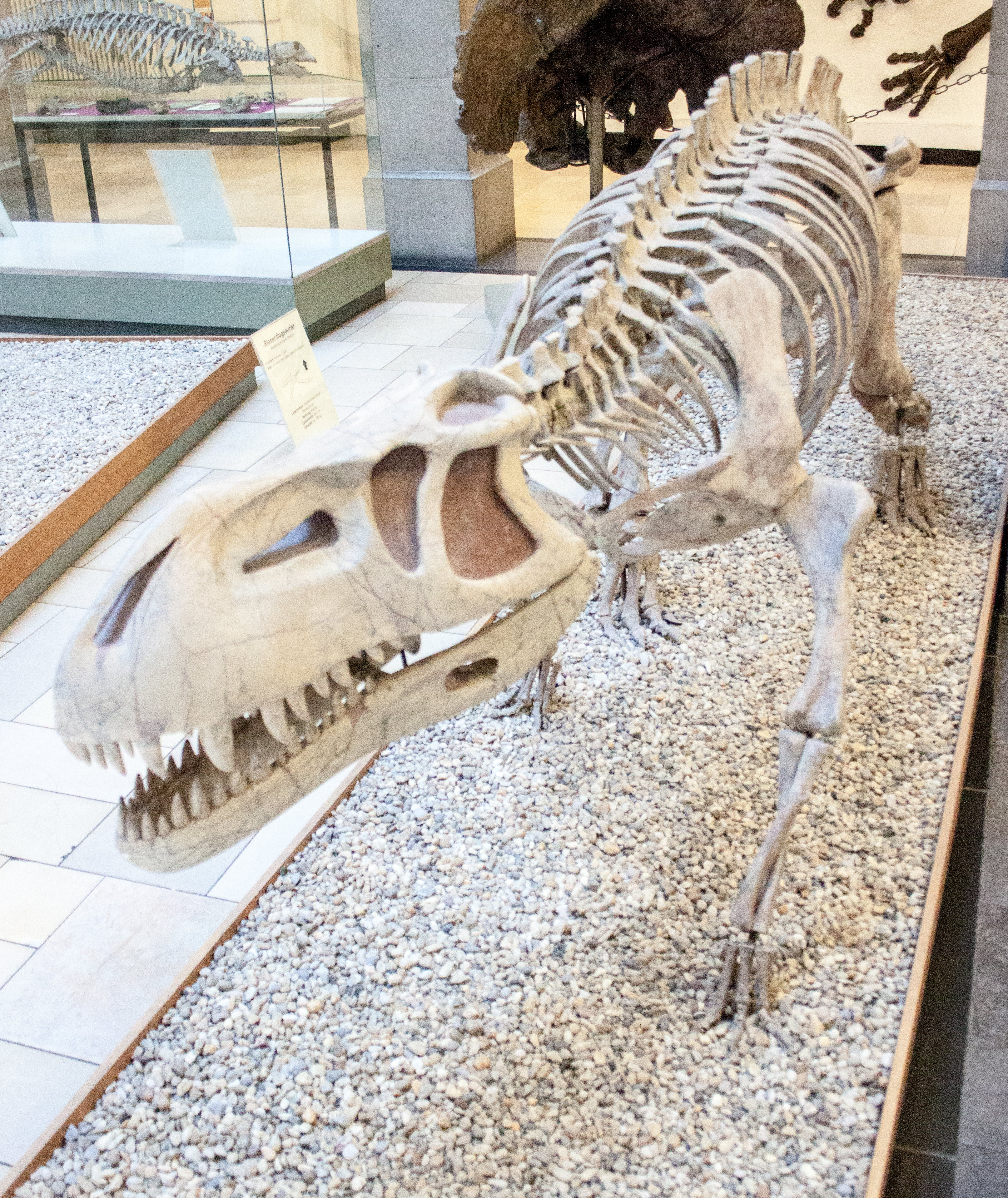
Prestosuchus chiniquensis a Müncheni Palaeontológiai Múzeumban

1967-ben Alfred Sherwood Romer a Saurosuchust és a Rauisuchust az Erythrosuchidae családban helyezte el, továbbá átvette a Prestosuchust, a Procerosuchust és a Charig-féle „Mandasuchust” tartalmazó Prestosuchidae használatát.
A Prestosuchidae-t gyakran a Rauisuchidae családon belül helyezik el, néha azonban az aetosaurusok testvércsoportjának tekintik a monofiletikus Pseudosuchia részeként, vagy egy kisebb kládként, amely a bazális Crurotarsi és a fejlettebb archosaurusok, például az Aetosauridae és a Rauisuchidae között található. J. Michael Parrish 1993-ban a crocodylotarsi archosaurusokon végzett kladisztikai analízise alapján a (Prestosuchust, a Ticinosuchust és a Saurosuchust tartalmazó) Prestosuchidae a crocodylomorpha - poposaurida - rauisuchida - aetosaurus klád külcsoportja. A legtöbb kladogramon a prestosuchidák jóval fejlettebbek a phytosaurusoknál és az ornithosuchidáknál, de rendszerint kevésbé fejlettek, mint a poposauridák és az aetosaurusok.

## Törzsfejlődés
A legkorábbi ismert prestosuchida az anisi korszakban az afrikai Tanganyikában élt Mandasuchus. Nagy méretű, körülbelül 4,75 méter hosszú állat volt. A kisebb, nagyjából 2,5 méteres, de külsőre hasonló (és talán szintén ehhez a nemhez tartozó) Ticinosuchus Svájc és Észak-Olaszország területén élt a középső triász (az anisi-ladin korszakok) idején. A rokonságukba tartozhatott a Németországból, a középső triász végéről (a késő ladin korszakból) ismert hatalmas (6 méteres) Batrachotomus és a Dél-Amerikában, a kora triász (a karni korszak) idejéről származó rétegben felfedezett Prestosuchus. A Yarasuchus egy könnyű felépítésű, triász időszaki állat volt, amely úgy tűnik ehhez a csoporthoz tartozott. Ugyanez jellemző a hatalmas, 6–7 méter hosszúságú húsevőre, a Saurosuchusra is, melynek fosszíliái a késő karni korszakból Argentínából származnak.

## Nemek
| Nem              | Státusz  | Kor            | Lelőhely    | Megjegyzés                                            | Kép |
| ---------------- | -------- | -------------- | ----------- | ----------------------------------------------------- | --- |
| - †Batrachotomus | Érvényes | középső triász | Európa      |                                                       |     |
| - †Karamuru      | Érvényes | középső triász | Dél-Amerika |                                                       |     |
| - †„Mandasuchus” | Érvényes |                |             | – nomen nudum, feltehetően a Ticinosuchus szinonimája |     |
| - †Prestosuchus  | Érvényes | késő triász    | Dél-Amerika |                                                       |     |
| - †Saurosuchus   | Érvényes | késő triász    | Dél-Amerika |                                                       |     |
| - †Ticinosuchus  | Érvényes | középső triász |             |                                                       |     |
| - †Yarasuchus    | Érvényes | középső triász | India       |                                                       |     |

## Fordítás
- Ez a szócikk részben vagy egészben a Prestosuchidae című angol Wikipédia-szócikk ezen változatának fordításán alapul.  Az eredeti cikk szerkesztőit annak laptörténete sorolja fel. Ez a jelzés csupán a megfogalmazás eredetét és a szerzői jogokat jelzi, nem szolgál a cikkben szereplő információk forrásmegjelöléseként.

## Külső hivatkozások
- Sereno, P. C.: Taxon Search, 2005. november 7. [2007. március 11-i dátummal az eredetiből archiválva]. (Hozzáférés: 2009. július 10.)
- Palaeos Vertebrates 270 650 Archosauromorpha: Rauisuchiformes: Prestosuchidae. [2006. május 22-i dátummal az eredetiből archiválva]. (Hozzáférés: 2009. július 10.)